# Belagerung von Famagusta
Die Belagerung von Famagusta durch osmanische Truppen dauerte von April bis August 1571. Die venezianischen Truppen wurden schließlich zur Aufgabe gezwungen. Obwohl der Garnison und den Stadtbewohnern bei Aufgabe freier Abzug zugesagt wurde, kam es zu einem Massaker. Die Einnahme der Stadt beendete die Eroberung Zyperns durch die Osmanen. Kurze Zeit nach dem Fall von Famagusta wurde die osmanische Flotte in der Seeschlacht von Lepanto durch die Heilige Liga, die insbesondere zur Rettung Zyperns und Famagustas gebildet worden war, besiegt.

## Vorgeschichte

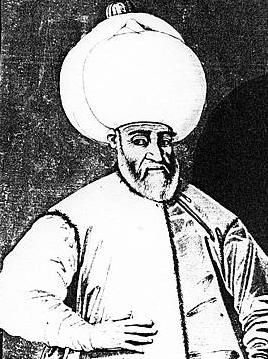
Lala Kara Mustafa Pascha

Nach der Belagerung von Malta 1564 bis 1565 erneuerte das Osmanische Reich 1567 den Frieden mit der Republik Venedig. Zu dieser Zeit verfügte Venedig mit Zypern und Kreta noch über zwei bedeutende Kolonien im östlichen Mittelmeer, mit deren Hilfe sie den Levantehandel kontrollierten. Obwohl Venedig den Osmanen jährlich Tribut zahlte, war Sultan Selim II. bestrebt, Zypern ganz unter seine Kontrolle zu bringen. Die Aufforderung, die Insel zu übergeben, wurde von Venedig verweigert, was zu einem neuen Türkisch-Venezianischen Krieg führte.
Die Landungstruppen zur Eroberung Cyperns kommandierte Lala Kara Mustafa Pascha. Die Truppen umfassten etwa 50.000 Mann Infanterie, 2.500 Kavalleristen und 80 Kanonen. Die Venezianer hatten insgesamt 5.000 Infanteristen und 500 Kavalleristen zur Verfügung. Sie konzentrierten ihre Truppen auf Nikosia und Famagusta. Nikosia fiel nach einer Belagerung am 9. September 1570.
Daraufhin wollten sich die Osmanen der Eroberung von Famagusta zuwenden. Die Stadt war von den Venezianern auch mit Blick auf die verbesserte Artillerie stark befestigt worden. Die Stadt umgaben unter anderem acht Meter hohe massive Mauern, verstärkt mit Erdwällen und Bastionen. Es gab zudem einen breiten Graben. Der Hafen war gut geschützt. Auf der Landseite gab es nur ein Tor, geschützt von einem Ravelin. Dieser bildete eine der Schlüsselstellungen der Verteidigungsanlagen der Stadt. Der Kommandant der Verteidiger war Marcantonio Bragadin.
Für eine Belagerung war das Jahr bereits zu weit fortgeschritten, und die Flotte mit einem Großteil der Truppen kehrte nach Istanbul zurück. Nur eine recht kleine Truppe blieb zurück. Diese osmanischen Truppen überwinterten etwa drei Meilen südlich der Stadt. Eine Flotteneinheit blockierte den Zugang zum Hafen. Dennoch gelang es im Januar einer venezianischen Flotte, Nachschub zu bringen. Mit den Schiffen wurden ein Teil der Frauen und Kinder nach Kreta gebracht.

## Verlauf

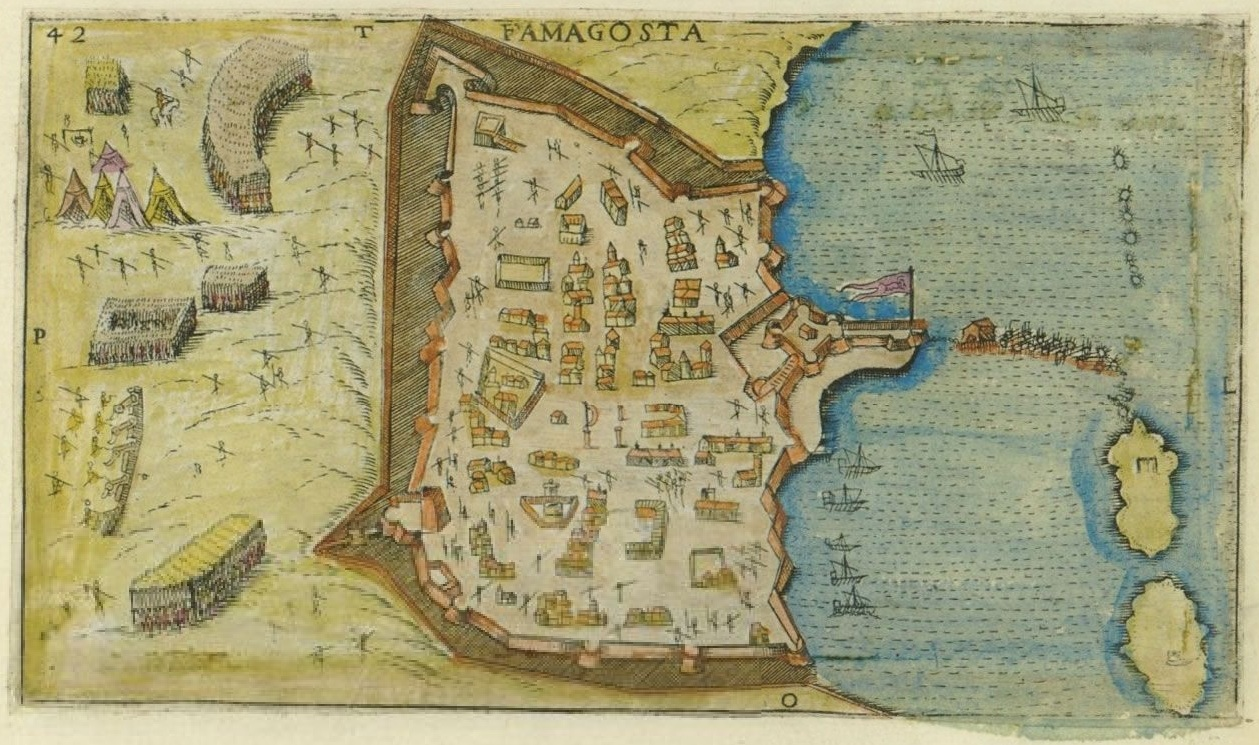
Venezianische Karte Famagustas, in: Giuseppe Rosaccio: Viaggio da Venetia a Constantinopoli per Mare, e per Terra, & insieme quello di Terra Santa, Giacomo (Jacomo) Franco (1550–1620), Venedig 1598, ND Mariano del Priuli, Edizioni della laguna 1992

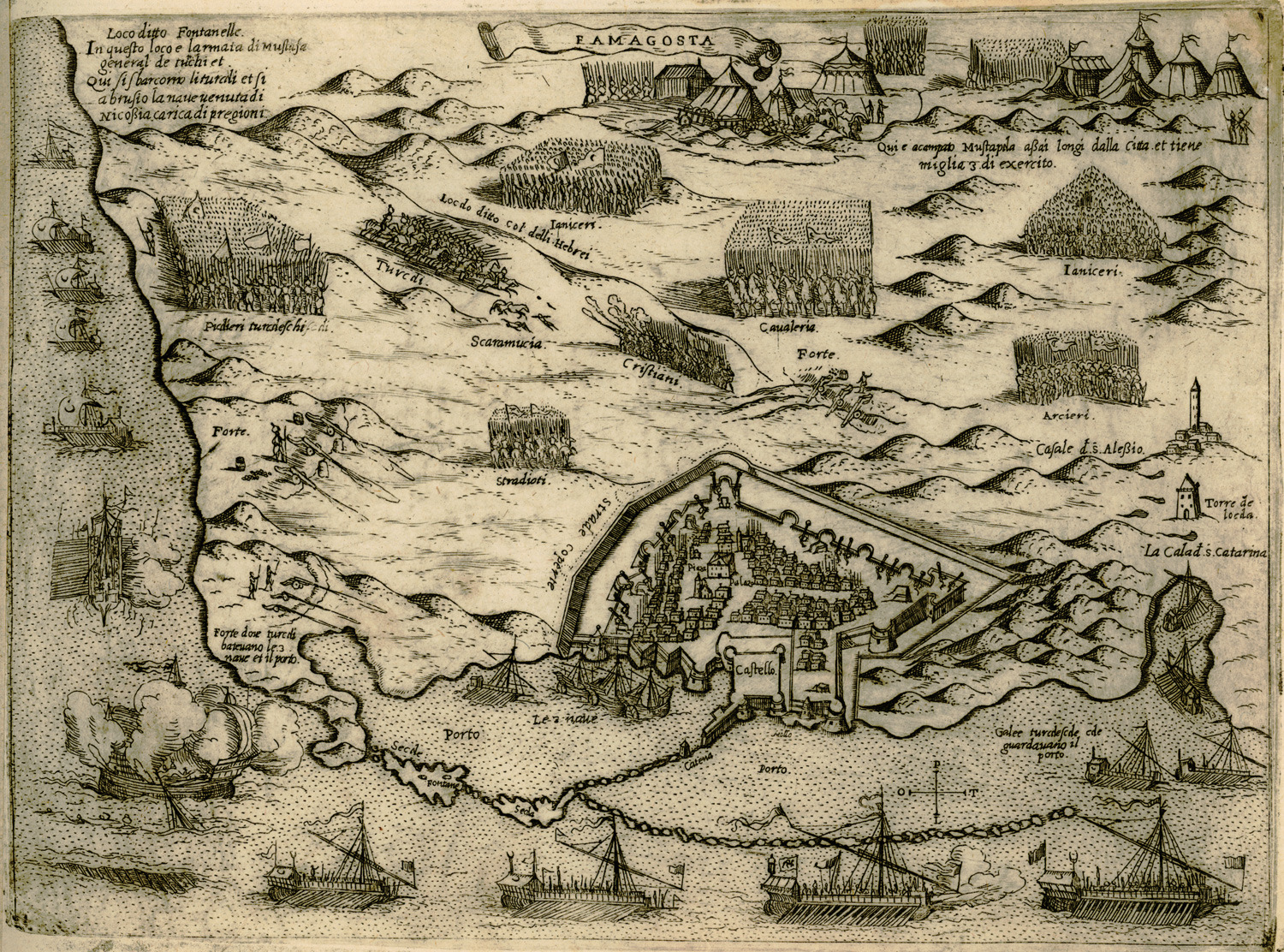
Die Belagerung Famagustas (1571) auf einem zeitgenössischen Kupferstich, veröffentlicht von Giovanni Francesco Camocio in Venedig, 1571/1574

Im Frühjahr 1571 kam Mustafa Pascha mit der Armee wieder zurück, und im April begann die eigentliche Belagerung. In der Stadt zeigten Bestandsaufnahmen, dass die Nahrungsmittel begrenzt waren und Hunger bei einer längeren Belagerung drohte.
Mustafa Pascha postierte seine Artillerie so, dass sie die Soldaten bei der Anlage der Belagerungsgräben teilweise schützen konnten. In der ersten Phase der Schlacht kam es zu einem der schwersten Artillerieduelle der damaligen Zeit zwischen Belagerern und Verteidigern.
Die Gräben wurden von zehntausenden von Gefangenen ausgehoben. Trotz Beschuss durch die Geschütze der Stadt waren die Gräben bis Ende Mai bis zu den äußeren Verteidigungslinien vorangetrieben worden. Danach begannen die Osmanen, die Verteidigungsanlagen im Bereich des Stadttores und des Arsenals zu unterminieren. Die Verteidiger gruben ebenfalls Tunnel. Sie waren teilweise erfolgreich und konnten die Sprengung verhindern.
Am 21. Juni konnten die Osmanen den Wall am Arsenal zerstören und zum Angriff durch die Bresche vorgehen. Den Verteidigern gelang es nach einer fünfstündigen Gegenoffensive, die Gegner zurückzutreiben. Am 29. Juni beschädigten die Osmanen den Ravelin. Die Osmanen führten dort und am Arsenal Sturmangriffe aus. Nach einem sechsstündigen Kampf behielten die Verteidiger die Oberhand. Am 9. Juli griffen die Osmanen auf breiter Front den südlichen Wall an. Ihnen gelang es, einen Ravelin zu nehmen, aber die Verteidiger zündeten dort vorher gelagerten Sprengstoff und töteten so 1.000 Gegner. Die betroffene Anlage wurde dabei völlig zerstört und spielte danach weder für Verteidiger noch für Angreifer eine Rolle.
In der Folge beschossen die Osmanen den Wall und den Turm des Arsenals mit Artillerie. Es gelang ihnen, durch die früher erzielten Breschen vorzurücken, sie stießen aber auf eine zweite – teilweise provisorische – Verteidigungslinie der Venezianer. Während die Angreifer weiterhin Verstärkung erhielten, wurde die Lage der Verteidiger durch Hunger zunehmend hoffnungslos. Die Zahl der Männer war zudem auf fünfhundert gesunken. Entsatz oder andere Unterstützung konnten die Verteidiger nicht erwarten, auch weil die Osmanen Ablenkungsangriffe auf verschiedene venezianische Besitzungen unternahmen.

## Übergabe
Am 1. August boten sie Verhandlungen für eine Übergabe an. Die Osmanen sagten zu, dass die Verteidiger ehrenvoll mit Waffen und Besitz nach Kreta gebracht würden. Den Stadtbewohnern sollte freigestellt werden, ob sie bleiben oder fortziehen wollten. Dem stimmten die Venezianer zu. Am 4. August liefen 40 türkische Schiffe in den Hafen ein und nahmen Verwundete und Kranke sowie die Reste der Garnison an Bord. Am 5. August brachen die Osmanen ihre Zusagen. Ein Grund war, dass sie erfahren hatten, dass die Venezianer Pilger auf dem Weg nach Mekka, die gefangen genommen worden waren, während der Belagerung hingerichtet hatten.

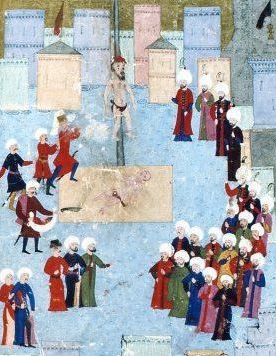
Osmanische Darstellung der Hinrichtung Bragadins, Şāh-nāme-i Selim han, 1581

Die meisten Verteidiger und Stadtbewohner wurden getötet und die Stadt zerstört. Bragadin wurde noch einige Zeit gefangengehalten und dann getötet. Er wurde gehäutet und seine Überreste wurden nach Istanbul gesandt. Diese wurden von seinem Bruder später nach Venedig gebracht.
Die Heilige Liga, die Papst Pius V. nicht zuletzt zur Rettung von Famagusta und Zypern zusammengebracht hatte, reagierte auf das Massaker, indem die gemeinsame Flotte aus spanischen, venezianischen, genuesischen und päpstlichen Schiffen unter dem Kommando von Don Juan de Austria nach Osten fuhr und die Osmanen in der Seeschlacht von Lepanto am 7. Oktober 1571 schlug. Damit wurde die osmanische Expansion ins westliche Mittelmeer aufgehalten. Im östlichen Mittelmeer dagegen dominierten nach dem Fall von Famagusta die Osmanen. Die Stadt selbst verlor ihre Bedeutung, und die Steine der Befestigungsanlagen wurden anderweitig genutzt.